# Edward Popiołek
Edward Popiołek (ur. 20 października 1939 w Łętkowicach) – polski inżynier, specjalista geodezji górniczej, pracownik naukowy Akademii Górniczo-Hutniczej im. Stanisława Staszica w Krakowie, profesor nauk technicznych, także pilot szybowcowy i sportowy pilot samolotowy, medalista mistrzostw świata w lotnictwie sportowym, członek Aeroklubu Krakowskiego. 

## Życiorys

### Kariera naukowa
W latach 1957–1962 studiował na Wydziale Geodezji Górniczej AGH, następnie podjął pracę na macierzystej uczelni, w Zakładzie Szkód Górniczych, przekształconym w 1996 w Katedrę Ochrony Terenów Górniczych (kierował Zakładem, następnie Katedrą w latach 1977-1978 i od 1991). Stopień doktora uzyskał w 1969 na podstawie pracy poświęconej deformacji szybów górniczych, napisanej pod kierunkiem Zygmunta Kowalczyka, stopień doktora habilitowanego w 1977. Tytuł profesora nauk technicznych otrzymał w 1991. Był członkiem Komitetu Górnictwa PAN.

### Kariera sportowa
Karierę rozpoczął od szybownictwa. W latach 70. poświęcił się sportowi samolotowemu. W 1981 zdobył indywidualnie brązowy medal mistrzostw świata w samolotowym lataniu precyzyjnym. W tej samej konkurencji zdobył również dwa tytuły wicemistrzowskie drużynowo (1977, 1981). W 1984 zdobył w drużynie srebrny medal mistrzostw świata w samolotowym lataniu rajdowym.

### Odznaczenia i wyróżnienia
W 1961 otrzymał Złotą Odznakę Szybowcową z trzema diamentami, w 1993 medal Kalos Kagathos. W 1997 został odznaczony "za wybitne zasługi dla rozwoju lotnictwa sportowego" Krzyżem Kawalerskim Orderu Odrodzenia Polski (M.P. nr 1 z 1998, poz. 25).